# ハインリヒ4世・ロイス
ハインリヒ4世・プリンツ・ロイス（Heinrich IV. Prinz Reuß, 1919年10月26日 - 2012年6月20日）は、ドイツ・オーストリアの地主、資産家。旧諸侯ロイス家の家長（1962年 - 2012年）として、ロイス侯（Fürst Reuß）を称した。

## 経歴
弟系ロイス侯国侯家の（統治者身分でない）分流ロイス＝ケストリッツ家の当主ハインリヒ39世と、その妻の伯爵令嬢アントニア・ツー・カステル＝カステル（1896年 - 1971年）の間の第1子、長男。生涯独身を通した弟系ロイス侯世子ハインリヒ45世の後継者に指名されたが、45世の個人財産は又従兄で45世の養子となったハインリヒ1世に渡ると取り決められた。1945年、45世がドイツ東部を占領した赤軍に拘束され消息不明となり、1962年に西ドイツの裁判所がその死亡宣告を出すと、兄系・弟系ともに血脈の絶えたロイス侯家全体の家長となった。家族が代々所有するニーダーエスターライヒ州のエルンストブルン城で生涯を過ごした。

## 子女
1954年6月10日ファーラー城で、右派政治家のオットー・ツー・ザルム＝ホルストマル侯爵の末娘マリー・ルイーゼ（1918年 - 2015年）と結婚し、間に4人の子をもうけた。
- ハインリヒ14世（1955年 - ） - ロイス侯家家長、1995年男爵令嬢ヨハンナ・ライツ・フォン・フレンツ[3]と結婚
- アンナ・エリーザベト・ヨハネッタ（1957年 - ）
- カロリーネ・アーデルマ・ヘンリエッテ・アンナ・エリーザベト（1959年 - ） - 1991年カール・フィリップ・フォン・ホーエンビューエル＝ホイフラー・ツー・ラーゲン男爵と結婚
- エスペランツェ・レナータ・アンナ・エリーザベト・エレオノーレ（1962年 - ） - 1989年ヨハネス・キンスキー伯爵[4]と結婚

## 引用・脚注
1. ↑  Royal News of 2012, Section I Archived 2013-01-12 at the Wayback Machine.
2. ↑  “Der letzte Fürst Reuß ist mit fast 93 Jahren verstorben – Gera | OTZ” (German).   Gera.otz.de. 2012年6月30日閲覧。
3. ↑  The peerage : Person Page 11136
4. ↑  リヒテンシュタイン侯夫人マリーの甥。